# Sílvio Leite
Sílvio Sebastião de Castro Leite, ou apenas Sílvio Leite, (Borba, entre 1942 e 1943 — Boa Vista, 9 de outubro de 1987) foi um advogado e político brasileiro que foi prefeito de Boa Vista.

## Dados biográficos
Filho de Érico da Costa Leite e Tercídia Ribeiro da Costa Leite. Natural de Borba, no estado do Amazonas, era advogado e residiu em Roraima por mais de vinte anos. Disputou sua primeira eleição pelo MDB em 1978, mas não foi eleito. Após ingressar no PMDB com o fim do bipartidarismo, colheu nova derrota ao disputar o mesmo cargo em 1982. Em 1985 enfrentou Ottomar Pinto (PTB) e Hélio Campos (PDT) sendo eleito prefeito de Boa Vista.

## Morte
Sílvio foi assassinado em 9 de outubro de 1987, quando voltava da prefeitura em carro oficial.  As investigações indicaram que foi realizada uma emboscada para o crime, onde o veículo foi parado por uma Pampa, onde o prefeito foi alvejado dezenove vezes. Na época, foram apontados três envolvidos no crime, um deles sendo Telmar Mota, irmão do ex-senador Telmário Mota. Aliados do prefeito também acusavam o governador Getúlio Cruz de ser interessado no crime, devido à divergências com Sílvio e a relação com o vice-prefeito, que era seu cunhado. A acusação culminou na renúncia do governador para auxiliar nas investigações.